# 와이키키 웨딩
와이키키 웨딩(Waikiki Wedding)은 미국에서 제작된 프랭크 터틀 감독의 1937년 코미디, 뮤지컬, 멜로/로맨스 영화이다. 빙 크로스비 등이 주연으로 출연하였고 아서 혼블로우 주니어 등이 제작에 참여하였다.

## 출연

### 주연
- 빙 크로스비
- 밥 번즈

### 조연
- 마사 레이
- 셜리 로스
- 조지 바비어
- 리프 에릭슨
- 그래디 슈튼
- 앤서니 퀸
- 밋첼 루이스
- 조지 리가스
- 닉 루캐츠
- 스펜서 차터스
- 해리 스툽스
- 피에르 왓킨
- 잭 채핀
- 페드로 리가스
- 로버트 에멧 오코너

## 제작진
- 의상: 에디스 헤드